# Les rois peuvent tout
Pour plus de détails, voir Fiche technique et Distribution.
Les rois peuvent tout (Всё могут короли) est un film dramatique russe d'Aleksandr Tcherniaïev sorti en 2008.
Il s'agit du remake du film américain Vacances romaines (1953) de William Wyler avec Audrey Hepburn et Gregory Peck.

## Synopsis
La princesse Maria arrive à Saint-Pétersbourg dans le cadre d'une tournée des pays européens. Fatiguée par son emploi du temps, elle décide un soir de s'évader de sa suite pour visiter la ville incognito.
Dormant sur un banc, la princesse est remarquée par un journaliste qui, ne sachant que faire, emmène la jeune fille chez lui. Au matin, ayant compris l'importance de la personne qui se trouve dans son appartement, Max décide d'obtenir une interview exclusive. Pour l'aider, il fait appel à son ami, le photographe Garik, qui réussit à faire une série de clichés époustouflants.
Maria commence sa journée par un changement radical de coiffure, une visite de Saint-Pétersbourg, une dégustation de champagne Dom Pérignon Grand Cru 1969, une baignade dans la Neva. Le soir, elle apparaît dans une discothèque. Sous une pluie battante, Max et Maria se font une déclaration d'amour. Le lendemain matin, tous les médias ne parlent que de l'absence de la princesse pendant toute une journée. Le rédacteur en chef d'un magazine propose à Max beaucoup d'argent pour une interview de la princesse, mais il refuse.

## Fiche technique
- Titre français : Les rois peuvent tout[1]
- Titre italien : Всё могут короли, Vsyo mogut koroli[2]
- Réalisation : Aleksandr Tcherniaïev
- Scénario : Edouard Volodarski
- Photographie : Dayan Gaitkulov
- Musique : Maxime Golovine (ru)
- Effets spéciaux : Alexandr Suvorov
- Costumes : Emilia Abramova-Lechinskaïa
- Production : Aleksandr Tcherniaïev
- Sociétés de production : NTV-Kino
- Pays de production :  Russie
- Langue originale : russe
- Format : Couleurs
- Durée : 100 minutes
- Genre : Mélodrame
- Dates de sortie : Russie : 6 mars 2008

## Distribution
- Iouri Koutsenko : Max, le journaliste
- Elena Poliakova[3] : Maria, la princesse
- Oskar Koutchera (ru) : Le photographe
- Gérard Depardieu : Le tuteur
- Tatiana Vassilieva : La préceptrice
- Valeri Soloviov (ru) : Charles Ramboll
- Aleksandr Samoylenko (ru) : Anton, le rédacteur en chef du magazine
- Mikhaïl Bogdassarov (ru) : le capitaine
- Macha Malonovskaïa (ru) : la diva glamour
- Nina Oussatova : Taisia Grigorievna, la concierge
- Aleksandr Tioutine (ru) : Général Svistunov

## Accueil critique
La critique russe est globalement négative, avec un film trop au service de son acteur principal, une ville de Saint-Pétersbourg mal filmée et Depardieu en sous-régime,,.